# Monaster Zaśnięcia Matki Bożej w Pustyńce
Monaster Zaśnięcia Matki Bożej – prawosławny klasztor w Pustyńce (rejon mścisławski), w eparchii mohylewskiej i mścisławskiej Egzarchatu Białoruskiego Patriarchatu Moskiewskiego.

## Historia
Monaster został założony w 1380. Założycielem monasteru był książę mścisławski Lingwen, według legendy – aby podziękować za cudowne uzdrowienie choroby oczu wodą z pobliskiego źródła. Na miejscu, gdzie powstał klasztor, miała także objawić się cudowna ikona. Obok cudownego źródła powstała cerkiew Narodzenia Matki Bożej.
W XVI w. monaster należał na największych ośrodków prawosławnego życia zakonnego na ziemiach dzisiejszej wschodniej Białorusi. W czasie wojny litewsko-rosyjskiej w 1563 został zniszczony, część mnichów zginęła, inni byli zmuszeni uciekać. W 1605 klasztor został reaktywowany jako unicki, jednak jeszcze w tym samym stuleciu został ponownie opuszczony z powodu braku kandydatów do życia mniszego. Przed XIX w. bazylianie otworzyli monaster powtórnie i w latach 1801–1808 wznieśli, na miejscu starszych drewnianych cerkwi, murowaną świątynię Zaśnięcia Matki Bożej.
W 1839, na skutek synodu połockiego, bazyliański klasztor został przekazany Rosyjskiemu Kościołowi Prawosławnemu. W latach 1860–1893 przeprowadzono gruntowną przebudowę monasteru. Wzniesiono cerkwie Narodzenia Matki Bożej (1864) i Opieki Matki Bożej (1865), przebudowano główną świątynię Zaśnięcia Matki Bożej, zmieniając ikonostas i wieńcząc całość pięcioma kopułami. Pod koniec XIX w. wzniesiono także nową dzwonnicę krytą dachem namiotowym.
Monaster został zamknięty w 1918, zaś w 1943, wysadzony w powietrze przez Niemców, uległ dalszym zniszczeniom. Cudowna ikona Matki Bożej czczona w klasztorze została z niego wywieziona i jej dalsze losy nie są znane. Po II wojnie światowej w budynkach monasterskich rozlokowano dom dziecka, następnie szkołę, wreszcie zaś sowchoz.
Egzarchat Białoruski Patriarchatu Moskiewskiego powtórnie otworzył monaster w Pustyńce w 2003. Jego przełożonym został biskup mohylewski i mścisławski Sofroniusz. Trwają prace nad odbudową zrujnowanego kompleksu, w którym na stałe żyje pięciu mnichów.

## Architektura
Na zrujnowany kompleks monasterski składają się następujące obiekty:
- ruiny głównego soboru Zaśnięcia Matki Bożej z początku XIX w. Budowla była wzniesiona w stylu barokowym, w formie trójnawowej bazyliki z prostokątnym pomieszczeniem ołtarzowym. Elewacja świątyni była zdobiona pilastrami, zwieńczona frontonem. Wieże i kopuły świątyni zostały całkowicie zniszczone.
- budynek monasterski z przełomu XVIII i XIX w. – dwukondygnacyjny obiekt wzniesiony na planie litery L. Budynek łączy się z jednonawową cerkwią domową z półkolistym pomieszczeniem ołtarzowym. Kopuła zdobiąca pierwotnie świątynię nie przetrwała.
- dzwonnica z II połowy XIX w. – pięciokondygnacyjna budowla w stylu bizantyjsko-rosyjskim, pierwotnie zwieńczona iglicą, zniszczoną,
- budynki szkolny i mieszkalny oraz spichlerz i stajnia z II połowy XIX w.
- kaplica z II połowy XIX w.[1].